# کرک تورنتون
کرک تورنتون (انگلیسی: Kirk Thornton زاده ۱۳ مه ۱۹۵۶) بازیگر صداپیشه، کارگردان و فیلمنامه‌نویس آمریکایی است که عمدتاً با نسخه‌های انگلیسی زبان انیمه ژاپنی و در بازی‌های ویدیو گیمی سونیک خارپشت برای صداپیشگی شدو خارپشت و اوربات کار می‌کند.